# سمردان (لسکوواتس)
سمردان (به صربی: Smrdan) یک منطقهٔ مسکونی در صربستان است که در لسکواس واقع شده‌است. سمردان ۱۵۵ نفر جمعیت دارد.